# Фатих
„Фатих“ (на турски: Fatih) е община и околия на град Истанбул, Турция. Разположена е в Европейската част на Турция. Общата ѝ площ е 15,62 км2. Обхваща централната историческа част на града, като неговите граници съвпадат с някогашният град Константинопол. На север граничи със заливът Златен рог, а на юг с Мраморно море. На запад граничи с околиите Зейтинбурну и Еюпсултан, като по границата им се намират Константинополските стени, които са запазени. Според данни на Адресната система за регистриране на населението (ABPRS) към 2024 г. населението на „Фатих“ е 354 472 жители.

## Квартали
Околията е съставена от 57 квартала:
- „Айвансарай“
- „Аксарай“
- „Акшемсетин“
- „Алемдар“
- „Али Кушчу“
- „Атикали“
- „Балабан ага“
- „Балат“
- „Беязът“
- „Бинбирдирек“
- „Демирташ“
- „Дервиш Али“
- „Джанкуртаран“
- „Джерах паша“
- „Джибали“
- „Емин Синан“
- „Зейрек“
- „Искендер паша“
- „Йедикуле“
- „Календерхане“
- „Карагюмрюк“
- „Катип Касъм“
- „Кемалпаша“
- „Коджа Мустафа паша“
- „Малка Света София“
- „Мевланакапъ“
- „Мерджан“
- „Месих паша“
- „Мимар Кемалетин“
- „Мимар Хайретин“
- „Молла Гюрани“
- „Молла Гюсрев“
- „Молла Фенари“
- „Мухсине Хатун“
- „Нишанджа“
- „Рюстем паша“
- „Сарач Ишак“
- „Саръдемир“
- „Сейид Йомер“
- „Силиврикапъ“
- „Султан Ахмед“
- „Сурури“
- „Сюлеймание“
- „Сюнбюл ефенди“
- „Тахтакале“
- „Тая Хатун“
- „Топкапъ“
- „Хаджъ Кадън“
- „Хасеки Султан“
- „Хобяр“
- „Ходжа Гъясетин“
- „Ходжа паша“
- „Хърка-и Шериф“
- „Шах Сувар бей“
- „Шехремини“
- „Явуз Синан“
- „Явуз Султан Селим“